# Кушела, Курт
Курт Кушела (нем. Kurt Kuschela, 30 сентября 1988 года, Восточный Берлин) — немецкий гребец-каноист, выступающий за сборную Германии с 2010 года. Чемпион летних Олимпийских игр в Лондоне, призёр чемпионатов Европы и мира, обладатель нескольких медалей этапов мирового кубка и национальных первенств.

## Биография
Курт Кушела родился 30 сентября 1988 года в Берлине. Активно заниматься греблей начал в возрасте десяти лет, позже стал членом спортивного клуба «Потсдам», где тренировался под руководством тренера Ральфа Велке.
В 2010 году прошёл отбор в национальную сборную и получил возможность участвовать в крупнейших международных стартах, дебютировал в Кубке мира, заняв пятнадцатое место среди каноэ-одиночек на 1000 м. Через год на чемпионате мира в венгерском Сегеде выиграл бронзовую медаль, показав третий результат в программе каноэ-двоек на 500 м. На чемпионате Европы 2012 года в хорватском Загребе взял серебро на километровой дистанции, снова на двухместном каноэ. Одновременно с этим пришли и первые победы на этапах Кубка мира, так, на этапах в Познани он дважды стоял на верхней ступени пьедестала, а на соревнованиях в Дуйсбурге пополнил медальную коллекцию двумя серебряными наградами.
Благодаря череде удачных выступлений Кушела и его партнёр Петер Кречмер удостоились права защищать честь страны на ХХХ летних Олимпийских играх в Лондоне, где впоследствии завоевали золото, опередив всех соперников на дистанции 1000 м.
Кушела живёт и тренируется в Потсдаме, помимо занятий спортом работает пожарным.